# Yakumo (Schiff)
Die Yakumo (jap. 八雲) war ein Panzerkreuzer der 1. Klasse der Kaiserlich Japanischen Marine, der von der Stettiner Vulcanwerft entworfen und gebaut wurde. Zeitgleich wurden vier Panzerkreuzer in Großbritannien und einer in Frankreich beschafft. Die Yakumo ist das größte in Deutschland für das Ausland fertiggestellte Kriegsschiff.

## Baugeschichte
Die Yakumo war einer von sechs Panzerkreuzern, die nach dem Ersten Japanisch-Chinesischen Krieg als Teil des „Sechs-Sechs-Programms“ (sechs Linienschiffe – sechs Panzerkreuzer) bei ausländischen Werften als Kern der japanischen Marine bestellt wurden. Fast alle Aufträge gingen nach Großbritannien, so die sechs Linienschiffe Fuji, Yashima, Shikishima, Hatsuse, Asahi und Mikasa, sowie die vier Panzerkreuzer Asama, Tokiwa, Izumo und Iwate. Die Firma Armstrong lieferte nicht nur die vier genannten Panzerkreuzer, sondern auch noch zwei Linienschiffe (Yashima, Hatsuse), den geschützten Kreuzer Takasago und die Schiffsartillerie aller Schiffe.
Aus politischen und diplomatischen Gründen wurde die Yakumo in Deutschland bestellt und ihr Beinah-Schwesterschiff Azuma in Frankreich. Die Yakumo war der einzige große Neubau der japanischen Marine, der in Deutschland in Auftrag gegeben wurde. Bewaffnet wurde sie aus Gründen der Kompatibilität mit britischen Geschützen.
Außer in Deutschland gebauten Prisen aus den Kriegen gegen China und Russland verfügte die Japanische Marine über das Torpedoboot 1. Klasse Shirataka und 19 Torpedoboote 2. Klasse aus Deutschland, die von den Schichau-Werken zwischen 1893 und 1901 geliefert wurden.

### Entwurf und Bewaffnung

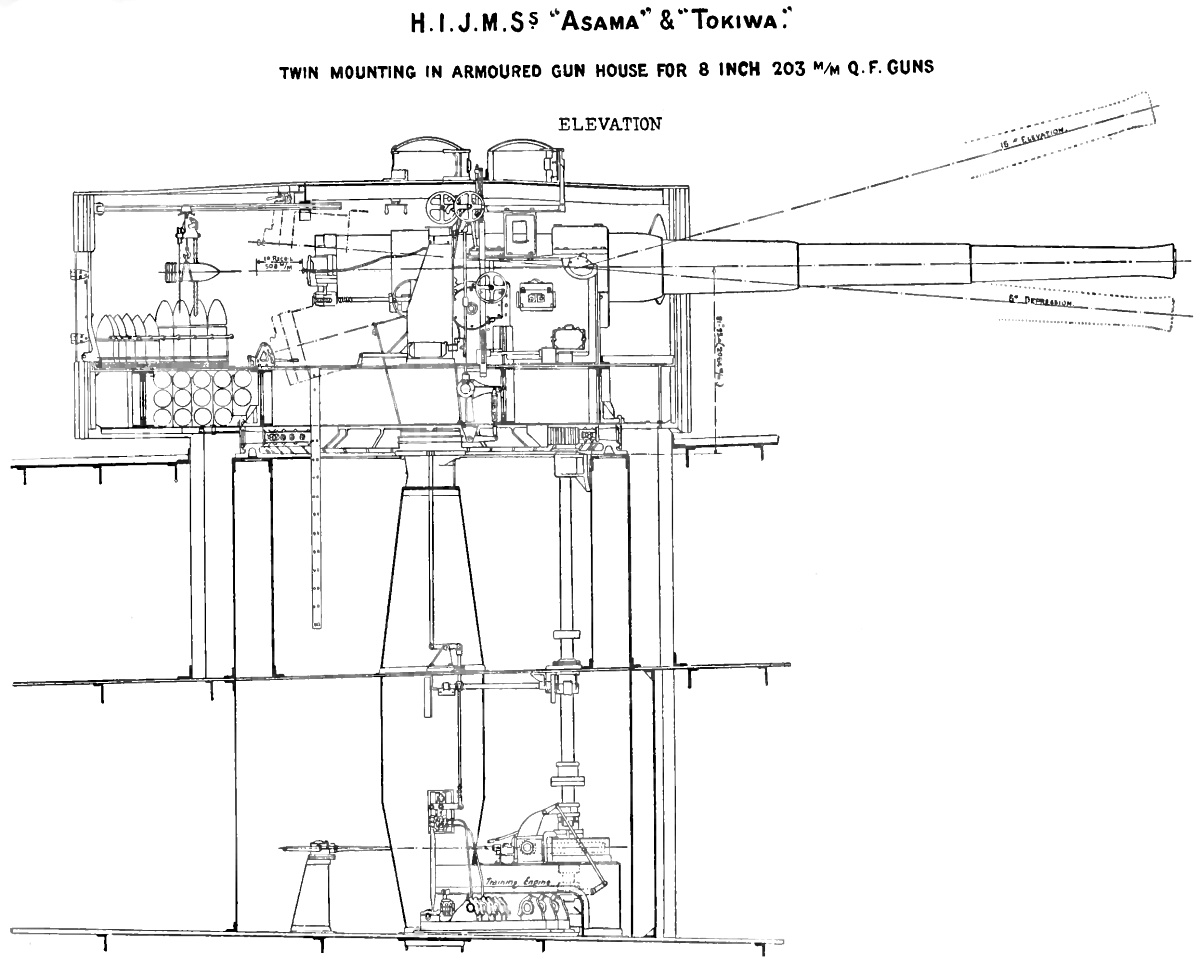
Schnitt durch einen japanischen Geschützturm für 20,3-cm Typ 41 Geschütze.

Der Grundentwurf war für alle sechs Kreuzer des Programms gleich, sie sollten 8-Zoll-Armstrong-Geschütze als Hauptbewaffnung erhalten und eine Geschwindigkeit von 20 bis 21 Knoten erreichen. Die Werften waren relativ frei in der Detailausführung. Die Stettiner Werft wählte eine Glattdeckvariante mit relativ hohem Freibord und Türmen relativ nah an beiden Enden. Das Schiff hatte auch noch einen Rammsporn. Die Yakumo erhielt 24 Belleville-Kessel, die damals als sehr fortschrittlich galten.
Die Hauptbewaffnung der Yakumo war ein Paar neu konstruierter Doppeltürme für die von Armstrong gelieferten 203-mm-L/45-Geschütze. Die Türme konnte zu jeder Seite bis zu 150 Grad gedreht werden und erlaubten eine Rohrerhöhung von 30 Grad, was den Geschützen eine Reichweite von 18.000 Metern gab. Die seitlich installierte Mittelartillerie mit 152-mm-L/40-Armstrong-Geschützen hatte eine Reichweite von 9.140 Metern und erlaubte eine Feuergeschwindigkeit von fünf Schuss in der Minute, wobei eine sehr geübte Mannschaft auch sieben Schuss erreichen konnte. Acht Geschütze waren in Kasematten untergebracht, die höher lagen als auf den Halbschwestern britischer Herkunft und teilweise auch das Schießen direkt nach vorn erlaubten. Vier Geschütze standen höher hinter Schutzschilden an der Seite. Alle Geschütze hatten eine Ausstattung von 150 Schuss und anders als bei den anderen Schiffen einen eigenen Munitionsaufzug.

## Einsatzgeschichte

### Russisch-Japanischer Krieg

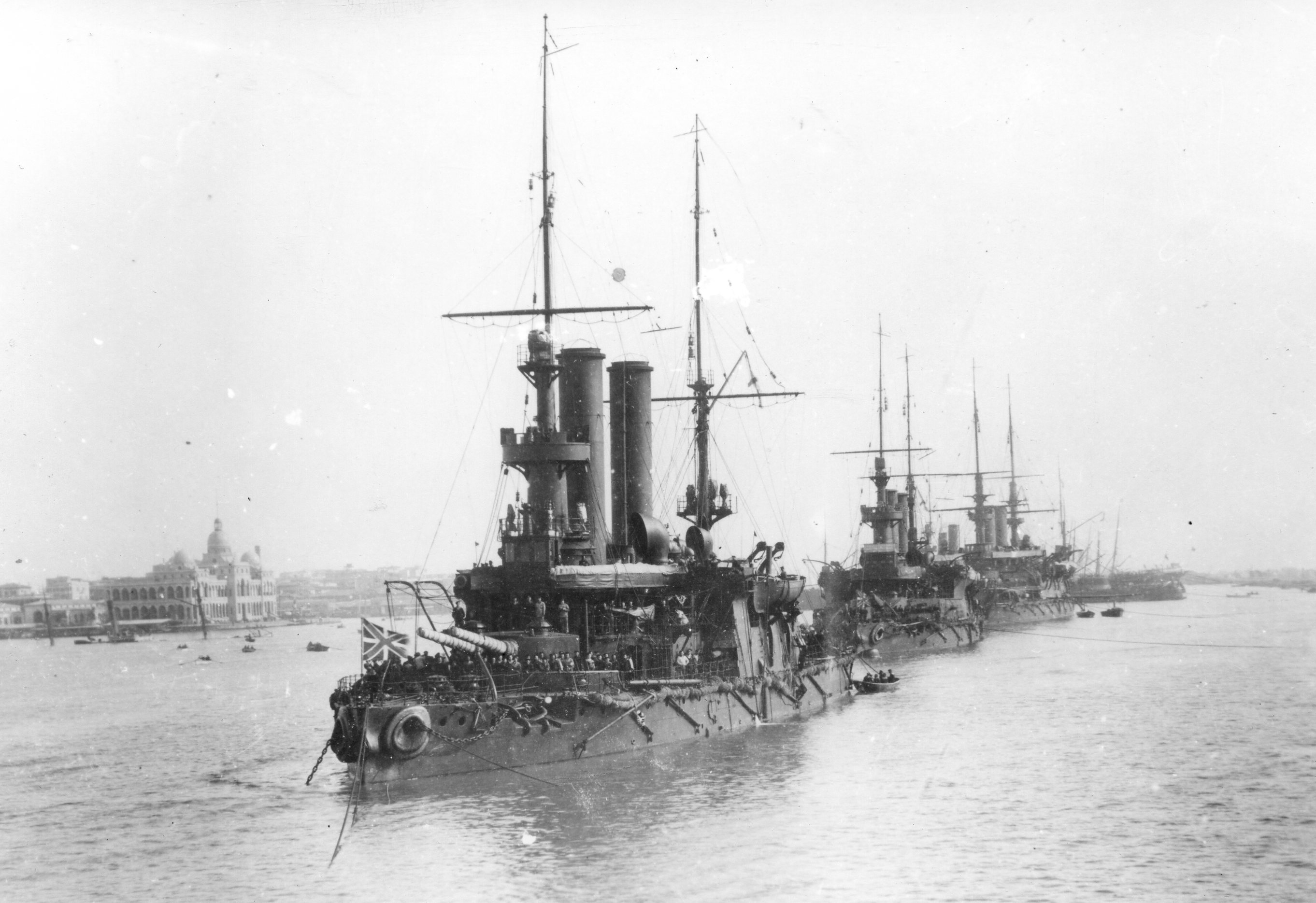
Die Admiral Uschakow und Schwesterschiff in Kiellinie, im März 1905 in Port Said.

Die Yakumo nahm am Russisch-Japanischen Krieg von 1904 bis 1905 teil. Sie war am ersten Angriff auf Port Arthur am 9. Februar 1904 beteiligt, erhielt einen Treffer am Fockmast und konnte selbst einen Treffer auf der Nowik erzielen. Am 23. kam es zu einem weiteren Feuerwechsel mit der russischen Flotte und den Küstenbefestigungen. Danach wurde sie am 6. März den Streitkräften des Vizeadmirals Kamimura zugeteilt und nahm an einer erfolglosen Beschießung Wladiwostoks teil.
Mit der Asama diente sie dann von April bis Juli wieder vor Port Arthur im 3. Geschwader des Admirals Dewa und erhielt dann in der Schlacht im Gelben Meer am 10. August frühzeitig von der Poltawa einen 305-mm-Treffer, der 22 Mann tötete. Sie entdeckte die sich aus der Schlacht entfernenden Kreuzer Askold und Nowik, konnte ihnen jedoch nicht folgen. Sie kontrollierte anschließend mit anderen Schiffen die neutralen Häfen nach russischen Schiffen und blockierte diese gegebenenfalls. Vom 25. Januar bis 1. März 1905 suchte sie im japanischen Meer etwaige Blockadebrecher.
Sie war im Verband des 2. Geschwaders am 27. Mai an der entscheidenden Schlacht von Tsushima beteiligt, wo sie trotz eines 305-mm-Treffers, vier 152-mm-Treffern und zwei weiteren Treffern nur leicht beschädigt wurde und drei Tote zu beklagen hatte. Sie stellte mit der Iwate das russische Küstenpanzerschiff Admiral Uschakow, das der Niederlage der russischen Flotte in der Nacht hatte entkommen können, in den Abendstunden des 28. Mai nordöstlich von Pusan. Nach rund 15 Treffern durch 152-mm- und 203-mm-Granaten versenkte die russische Besatzung ihr brennendes Schiff selbst. Etwa 100 Mann kamen ums Leben. Die restliche Besatzung wurde von den Japanern gerettet.
Danach war die Yakumo das Flaggschiff der 3. Flotte bei der Einnahme von Sachalin.

### Erster Weltkrieg
Im Ersten Weltkrieg war die Yakumo zuerst vor Tsingtau eingesetzt und wurde dann auch zur Verfolgung der Schiffe des Deutschen Kreuzergeschwaders unter Vizeadmiral Graf Maximilian von Spee und der Emden eingesetzt, ohne in aktive Kriegshandlungen verwickelt zu sein. Im Oktober 1914 ging sie zusammen mit dem Panzerkreuzer Tokiwa in den Golf von Bengalen, um die dort bereits eingesetzten leichten Kreuzer Chikuma und die russische Schemtschug auf der Suche nach der Emden zu unterstützen.

### Kadettenschulschiff
Am 5. April 1917 machte die Yakumo zusammen mit dem Kreuzer Tokiwa von Yokosuka ihre erste Reise in die USA nach Kalifornien, Hawaii und in den Südpazifik mit Kadetten der 44. Klasse der Japanischen Marineakademie.
Am 1. September 1921 wurde die Yakumo in ein Küstenverteidigungsschiff umgestuft und diente vor allem als Schulschiff für Navigation und das Training des Offiziernachwuchses.
In dieser Eigenschaft machte sie über 14 Langstreckenreisen nach Europa, Nordamerika, Südamerika und in die Südsee. Bei der Umstufung war sie seit August bereits zusammen mit der Izumo und etwa 150 Kadetten der 49. Klasse auf dem Weg durch den Panamakanal zur amerikanischen Ostküste, von der sie erst im April 1922 über Europa und den Indischen Ozean zurückkehrte. In 7,5 Monaten hatte sie eine Ausbildungsreise rund um die Welt durchgeführt. Ihr Kommandant Nomura Kichisaburō war japanischer Gesandter bei der Flottenkonferenz in Washington. 1927 wurde die Maschinenanlage durch den Einbau von sechs modernen Yarrow-Kesseln erneuert. Allerdings wurde die Maschinenleistung auf 7.000 PS reduziert, die nur noch eine Höchstgeschwindigkeit von 16 kn ermöglichte. Der Kohlenvorrat betrug 1.210 t, dazu kamen 306 t Öl.

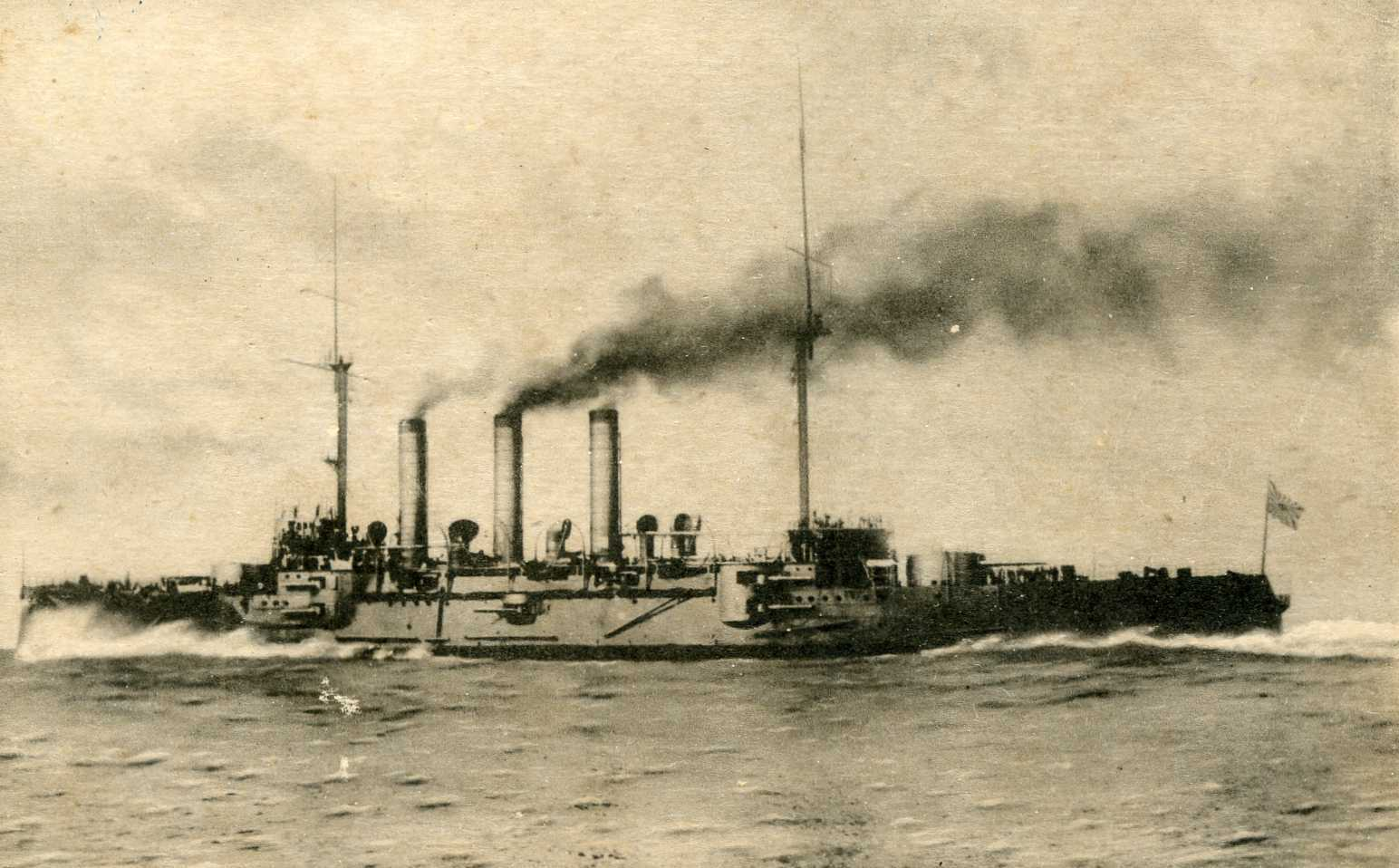
Die Iwate,
seit 1933 Partnerschiff der Yakumo

1930 war die Yakumo, wie alle japanischen Panzerkreuzer, Gegenstand des Londoner Flottenabkommens, das die Beseitigung aller alten Panzerschiffe aus den Flotten zum Ziel hatte. Gemäß Art. 12,4. des Abkommens sollten die Panzerkreuzer Asama, Yakumo, Izumo, Iwate, Kasuga solange in Dienst bleiben dürfen, bis die ersten drei Ersatzbauten der leichten Kreuzer der Kuma-Klasse fertiggestellt wären. Drei Schiffe der Kuma-Klasse sollten zu Schulschiffen umgebaut werden. Dazu sei die Hauptartillerie auf vier Geschütze zu begrenzen, die Torpedorohre seien zu entfernen und alle Einrichtungen für die Nutzung von Flugzeugen und die Hälfte der Kessel auszubauen. Die Vertragsbestimmungen wurden von Japan nicht umgesetzt.
1930 besuchte die Yakumo zusammen mit der Izumo Tsingtau und Shanghai in China. 1931 machte sie eine zweite Mittelmeerreise über Hongkong, durch den Sueskanal bis nach Neapel und Marseille, bevor sie nach Sasebo zurückkehrte.
1936 kam es auf einer Schulfahrt nach Nordamerika zwischen Saipan und Truk zu einer Explosion im vorderen Magazin, die vier Seeleute tötete und die Flutung des Vorschiffes nötig machte. Trotzdem setzte sie die Reise fort, während der die Reparatur unterwegs durchgeführt wurde. Erst nach 23.272 sm (43.100 km) kehrte das Schiff nach Japan zurück. 1937 fuhr die Yakumo erneut ins Mittelmeer.
Nach dem Beginn des Krieges im Pazifik wurde die total veraltete Yakumo am 1. Juli 1942 wiederbewaffnet, mit Luftabwehrgeschützen versehen und wieder als Kreuzer in Dienst genommen. Allerdings blieb sie während des Krieges auf der japanischen Inlandsee und wurde für Ausbildungsaufgaben genutzt, ohne an Kampfhandlungen teilzunehmen.

## Verbleib
Nach dem Ende des Zweiten Weltkrieges wurde die Yakumo noch genutzt, um Truppen und Zivilisten aus Japans früheren Besitzungen nach Hause zu bringen, insbesondere aus Taiwan und China. Bei ihrer letzten Abfahrt aus China mit japanischen Heimkehrern sollen Truppen des Kuomintang sämtliche Inneneinrichtung der Yakumo einschließlich der in Deutschland gefertigten Holzeinrichtung der Kommandantenkabine entfernt haben. Andere Quellen behaupten, die Einrichtung sei beim Abbruch ausgebaut worden, um die Atada, den ehemals chinesischen leichten Kreuzer Yat-Sen auszustatten, der von den Japanern an die Nationalchinesische Regierung zurückgegeben werden sollte. Am 20. Juli 1946 wurde die Yakumo zum Abbruch verkauft und ab dem 1. April 1947 auf der Maizuru Werft der Hitachi Shipbuilding & Engineering verschrottet. Der Hauptanker der Yakumo wird dort noch heute erhalten.